# Buenavista del Norte (capital municipal)
Buenavista del Norte es una de las entidades de población que conforman el municipio homónimo, en la isla de Tenerife —Canarias, España—, siendo su capital administrativa.

## Geografía
Se halla situada en las extensas llanuras de la denominada Isla Baja, al pie del macizo de Teno.
Al ser la capital administrativa, aquí se ubica la mayoría de la infraestructura municipal. Así, aquí se encuentran la sede del ayuntamiento, la comisaría de la policía local, una comisaría de la Guardia Civil, un juzgado de paz, una estación de autobuses o guaguas, una biblioteca pública, los centros de educación infantil y primaria Triana, La Cuesta y Nicolás Díaz Dorta, el instituto de educación secundaria de Buenavista, una guardería municipal, varias instalaciones deportivas, una oficina de Correos, un consultorio médico, varias instalaciones hoteleras, un teatro municipal, un punto limpio, etc.

## Demografía
| Año        | 2000 | 2005 | 2010 | 2015 | 2020 |
| ---------- | ---- | ---- | ---- | ---- | ---- |
| Habitantes | 3759 | 3887 | 3854 | 3648 | 3620 |

## Comunicaciones
Se llega al barrio por la carretera general de la Isla Baja TF-42 y por la carretera de Masca TF-436, que une Buenavista con Santiago del Teide.

### Transporte público
En autobús ―guagua― queda conectado mediante la siguiente línea de TITSA:
| Línea | Trayecto                                            | Recorrido     |
| ----- | --------------------------------------------------- | ------------- |
| 355   | Buenavista-Masca-Valle Santiago                     | Horario/Línea |
| 363   | Puerto de la Cruz-Buenavista (por Icod de los Vinos | ----          |
| 365   | Buenavista-Masca                                    | Horario/Línea |
| 366   | Buenavista-El Palmar-Las Portelas                   | Horario/Línea |
| 369   | Buenavista-Punta de Teno                            | Horario/Línea |